# خالد الدحدوح
خالد شعبان إبراهيم الدحدوح (22 مايو 1965 - 1 مارس 2006) مقاوم فلسطيني، كان القائد العام لسرايا القدس في قطاع غزة وقائد أركان المقاومة في غزة.

## المولد والنشأة
ولد خالد في 22 مايو 1965 في حي الزيتون بمدينة غزة، وكان ترتيبه الثالث بين إخوته، وتلقى دراسته الابتدائية حتى الثانوية في مدراس حي الزيتون.

## دوره في المقاومة
كان خالد الشهير بأبي الوليد كأحد أبرز قادة سرايا القدس الجناح العسكري لحركة الجهاد الإسلامي في قطاع غزة خلال الانتفاضة. وكان على قائمة مطلوبي سرايا القدس من قبل الاحتلال خاصة بعد عمليات الاغتيال التي طالت قادة السرايا، وتعرض لخمس محاولات اغتيال.
كان خالد يترأس وحدة التصنيع التابعة للسرايا في غزة، كما يقود الوحدة التقنية فيها، ووقف خلف العديد من العمليات العسكرية التي نفذها الجناح العسكري ضد الأهداف الإسرائيلية في قطاع غزة خلال الانتفاضة، وخاصة عمليات إطلاق الصواريخ واقتحام المواقع العسكرية والمستوطنات اليهودية قبل الانسحاب الإسرائيلي من غزة.
كان خالد يحظى باحترام واسع في قطاع غزة، من خلال شبكة علاقات قوية مع جميع قادة الأذرع العسكرية لحركات المقاومة، فضلاً عن علاقاته المتينة مع العائلات الفلسطينية، وكان من أبرز المنسقين لعمليات السرايا في الضفة الغربية أيضا.

## محاولات اغتياله
تعرض خالد لعدة محاولات اغتيال لكنها باءت بالفشل، كان آخرها قبل اغتياله بعدة أشهر عندما نجا من محاولة اغتيال استشهد خلالها اثنان من رفاقه في وحدة التصنيع التابعة لـ «سرايا القدس».

## وفاته
استشهد خالد في 1 مارس 2006، إثر عملية اغتيال بشعة. فبينما كان الدحدوح يسير على قدميه قرب مبنى وزارة المالية الفلسطينية في حي «تل الهوا» انفجرت سيارة مفخخة كانت متوقفة على جانب الطريق، الأمر الذي أدى إلى مقتله على الفور، وتحولت جثته إلى أشلاء تطايرت على امتداد مساحة كبيرة.

## وصلات خارجية
- {{[3]|الشهيد خالد الدحدوح}}
- {{[4]|كليب عيناك للشهيد خالد الدحدوح}}
- {{[5]|الشهيد خالد الدحدوح يودع ابناؤه}}
- {{[6]|الفيلم الوثائقي ؛ في ضيافة البندقية خالد الدحدوح}}